# Consiglio superiore dell'economia nazionale
Il Consiglio superiore dell'economia nazionale (in russo Высший совет народного хозяйства?, Vysšij sovet narodnogo chozjajstva), tradotto anche come Consiglio supremo dell'economia nazionale e noto inoltre come Vesencha, dalla pronuncia russa dell'acronimo VSNCh (in russo ВСНХ?), costituì l'istituzione statale superiore per la gestione dell'economia della RSFS Russa e successivamente dell'Unione Sovietica.

## Storia

### Fondazione
Il Vesencha fu fondato il 5 dicembre 1917 attraverso un decreto del Consiglio dei commissari del popolo e del Comitato esecutivo centrale panrusso della RSFS Russa. Il suo scopo era quello di "pianificare l'organizzazione della vita economica del Paese e le risorse finanziarie del governo". Il Consiglio, subordinato al Sovnarkom, aveva il diritto di confisca ed espropriazione e il suo primo presidente è stato Valerian Obolenskij, con Bucharin, Georgij Oppokov, Nikolaj Miljutin, Grigorij Sokol'nikov, e Vasilij Šmidt nominati al Consiglio.

### Riorganizzazione
Dopo la nascita dell'Unione Sovietica, fu trasformato nel 1923 in Commissariato del popolo e nel 1932 venne riorganizzato in tre Commissariati: industria pesante, industria leggera e forestale.
In ogni repubblica dell'URSS esistevano delle organizzazioni subordinate, riferite come VSNCh seguite dall'acronimo della loro repubblica mentre il Consiglio di tutta l'unione poteva esser chiamato VSNCh SSSR (ВСНХ СССР). I VSNCh repubblicani avevano il controllo su piccola scala, quindi su industrie minori che utilizzavano materiali locali e rifornivano negozi locali, mentre le aziende più importanti a livello di tutta l'unione erano poste sotto il controllo del VSNCh dell'URSS.

## Struttura
All'interno del Vesencha, i dipartimenti erano divisi in due tipi:
- Dipartimenti del settore funzionale, con lo scopo di emanare decisioni riguardo alla finanza, alla pianificazione, alle politiche economiche oltre che alla ricerca e allo sviluppo.
- Dipartimenti del settore industriale, istituiti con un decreto del 1926 e formati da "dipartimenti capo" noti come glavki (glavnye upravlenija) i cui direttori formavano il VSNCh di tutta l'unione con i rappresentanti di ogni repubblica.

### Presidenti
- Valerian Obolenskij (1917–1918)
- Aleksej Rykov (1918–1920)
- Feliks Dzeržinskij (1924–1926)
- Valerian Kujbyšev (1926–1930)
- Grigorij Ordžonikidze (1930–1932)

## Riorganizzazione con Chruščëv
Il Vesencha fu ristabilito da Nikita Chruščëv con l'introduzione della decentralizzazione della gestione industriale attraverso i sovnarchoz. Subordinato al Consiglio dei ministri dell'Unione Sovietica, il nuovo VSNCh gestiva l'industria e l'edilizia.
I sovnarchoz furono reintrodotti nel luglio del 1957 nel tentativo di contrastare la centralizzazione, di conseguenza l'URSS fu inizialmente divisa in 105 regioni economiche e molti ministeri furono aboliti.